# Edmund Barton
Sir Edmund Barton, (Glebe, Sydney, 1849 - Medlow Bath, Nova Gal·les del Sud, 1920), jutge i polític australià, que va arribar a ser el primer Primer ministre d'Austràlia i el fundador de la Cort Suprema d'Austràlia.
Com a primera persona que assumí el càrrec de primer ministre d'Austràlia, Barton es va convertir en una icona nacional, i és recordat per la seva declaració que: "Per primera vegada, nosaltres tenim una nació per continent, i un continent per nació." 
La seva màxima contribució a la història d'Austràlia va ser la seva gestió del moviment federalista australià durant la dècada del 1890. Elegit a les eleccions federals de 1901, Barton va dimitir de la seva posició de Primer Ministre Australià el 1903 per a convertir-se en jutge de la Cort Suprema d'Austràlia.

## Primers passos

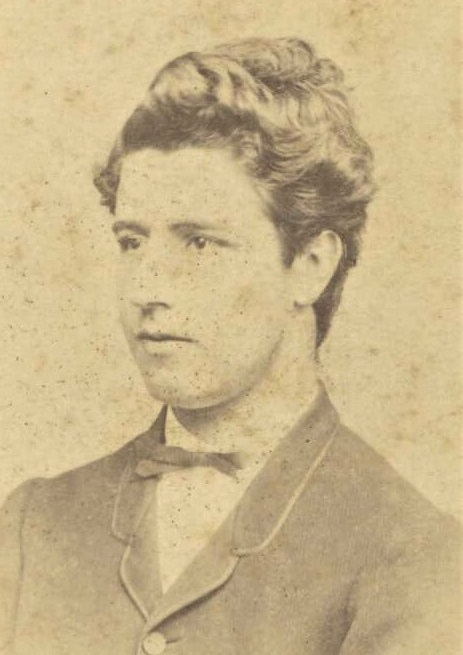
Barton a l'edat de 17 anys.

Barton va néixer a Glebe, un suburbi de Sydney, el 18 de gener de 1849. Era el novè fill de William Barton, un agent de borsa, i Mary Louise Barton. Va ser educat al Fort Street High School i a la Sydney Grammar School, on va obtenir òptims resultats acadèmics, va ser Capità de l'Escola i on va conèixer el seu amic per tota la vida i més tard company Jutge de la Cort Suprema d'Austràlia, Richard O'Connor. Es va graduar a la Universitat de Sydney amb els màxims honors i va obtenir la Medalla de la Universitat en estudis clàssics, on també va demostrar una considerable habilitat en el joc del cricket. Barton va esdevenir advocat amb dret a actuar a les corts superiors de justícia el 1871. En un viatge com a jugador de cricket a Newcastle el 1870, va conèixer Jane Mason Ross, amb qui es va casar el 1877.
El 1879, Barton va arbitrar un partit de cricket a l'Estadi de Cricket de Sydney entre Nova Gal·les del Sud i un equip anglès en gira, capitanejat per Lord Harris. Després d'una decisió controvertida de l'àrbitre, company de Barton, els espectadors van saltar al camp, fet que va esdevenir el primer desordre internacional de cricket. Barton va ajudar a calmar la situació, i va obtenir una remarcable publicitat pels seus esforços, que segons alguns el va ajudar políticament.

### Política estatal

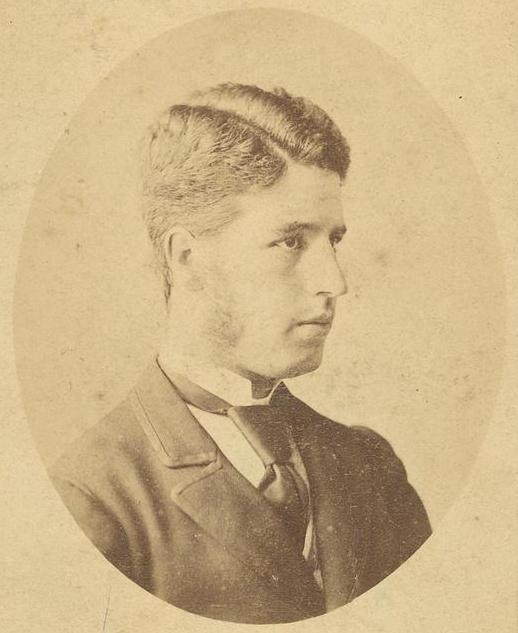
Barton a l'edat de 23 anys.

El 1876, Barton es va presentar per formar part de l'Assemblea Legislativa en la votació de graduats de la Universitat de Sydney, però va perdre davant William Charles Windeyer per 49 vots a 43 vots. Va ser novament vençut en la votació per la mateixa plaça el 1877, però finalment va guanyar les eleccions de l'agost de 1879. Quan va ser abolit el càrrec el 1880, es va convertir en el representant de Wellington, entre el novembre de 1880 i el 1882, i del districte de l'Est de Sydney, entre novembre de 1882 el gener de 1887. Per aquesta època Barton considerava quasi innecessari explicitar el seu suport per al lliure comerç El 1882, es va convertir en President de l'Assemblea i, el 1884, va ser President Electe de la "University of Sydney Union". El 1887, Barton va ser designat a la Cambra legislativa de Nova Gal·les del Sud a proposta de Sir Henry Parkes.
El gener de 1889, va acceptar ser designat Procurador General al govern de George Dibbs sota el Partit Proteccionista, tot i el seu antic suport al lliure comerç. Aquest govern tan sols va durar fins al març, quan Parkes va formar un altre govern.

## Campanya per a la Federació

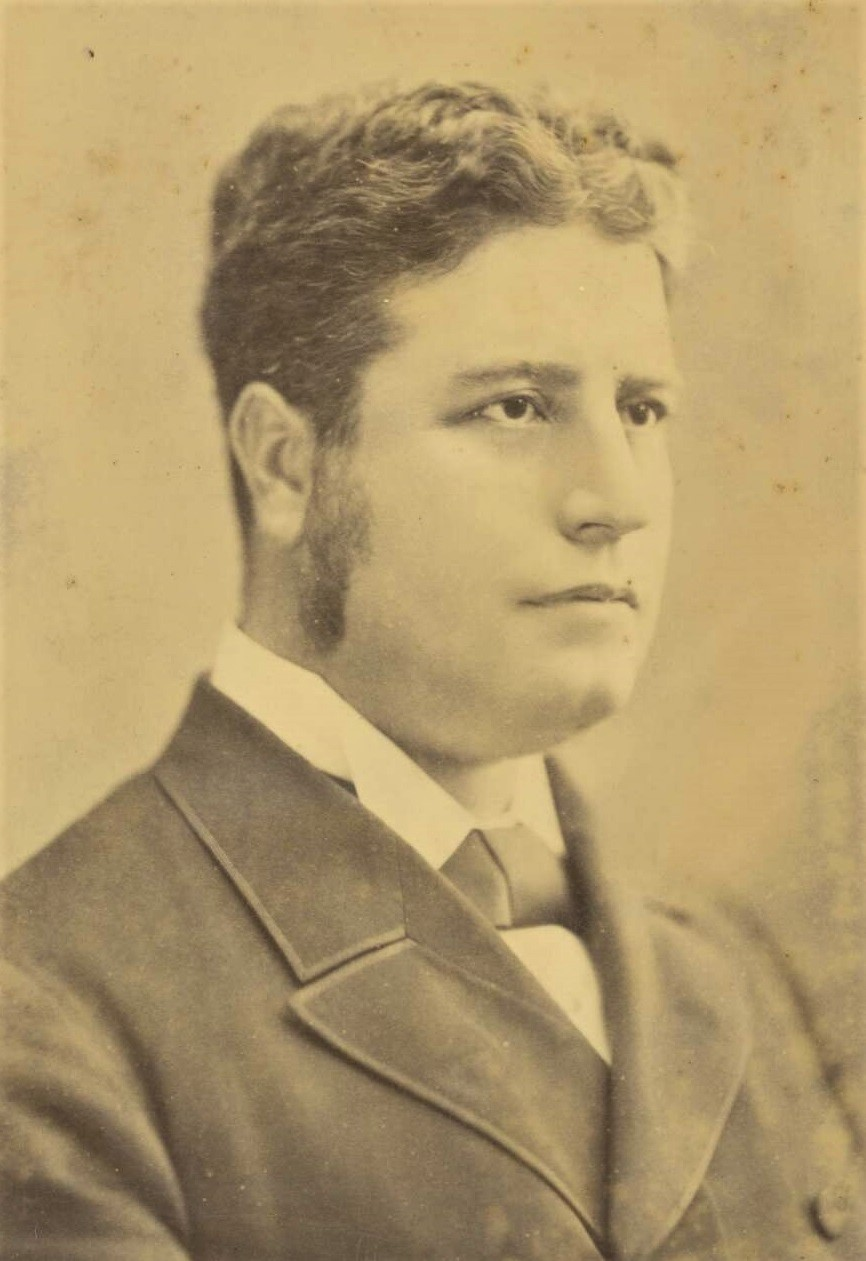
Barton als 34 anys.

### Convenció nacional australàsia de 1891
Barton va ser un dels primers partidaris de la federació, que va esdevenir un tema polític seriós després del discurs de Henry Parkes a l'escola d'Arts de Tenterfield (Nova Gal·les del Sud) demanant la federació de les sis colònies australianes, i va ser delegat de la Convenció Nacional d'Australàsia de març de 1891. En la convenció va deixar clar el seu suport al principi que "el comerç i intercanvis… seran absolutament lliures" en una Austràlia federal. També va defensar que no només la cambra baixa fos representativa, sinó que també ho fos la cambra alta i que les apel·lacions al Privy Council haurien de ser abolides. També va participar en la redacció d'un esbós per una constitució, que era molt similar a la constitució australiana aprovada l'any 1900.
Nogensmenys, els proteccionistes eren partidaris poc convençuts de la federació i el juny de 1891, Barton va dimitir de la Cambra Legislativa, es va presentar a les eleccions d'East Sydney i anuncià que "mentre Protecció signifiqués un Govern d'enemics de la Federació, no obtindrien d'ell ni un sol vot". Va guanyar les eleccions i posteriorment va votar amb Parkes, però refusà ocupar un lloc en el seu govern de minoria. Després que el Partit Laborista retirés el seu suport i el govern es dissolgués l'octubre de 1891, Parkes el va convèncer de liderar el moviment federal a Nova Gal·les del Sud.

### Procurador general per segona vegada
Dibbs formà un govern protectionista i Barton va accedir a ser Procurador General amb el dret a continuar amb la pràctica privada com a advocat. La seva acceptació estava basada en el fet que Dibbs va accedir a donar suport a les resolucions federals durant la propera sessió parlamentària. El seu intent d'esbossar les resolucions federals va ser retardat per un període en què, estant de premier en funcions a Nova Gal·les del Sud, va haver d'afrontar la vaga minera de Broken Hill de 1892, i dur a terme una complexa proposta de reforma electoral. El 22 de novembre de 1892 va portar les resolucions federals a la Cambra però no va aconseguir que fossin tractades en comitè. Mentrestant, va iniciar una campanya per difondre el suport a la federació entre la població amb trobades a Corowa i Albury el desembre de 1892. Tot i que finalment va aconseguir que les resolucions federals fossin considerades en comitè l'octubre de 1893, no li va ser possible incloure-les entre els temes a debatre a la Cambra. El desembre del mateix any, ell i Richard O'Connor, Ministre de Justícia, van ser criticats per haver accedit a exercir com a advocats privats contra el govern en el cas Proudfoot contra els Comissionats del Ferrocarril. Tot i que Barton va rebutjar el cas, va perdre una moció en defensa del dret dels ministres a actuar d'acord amb el seu ofici d'advocats en plets contra el govern, i immediatament va dimitir del seu lloc com a Procurador General.
El juliol de 1894, Barton es va presentar a la reelecció per Randwick, ja que el districte electoral d'East Sydney havia estat abolit, i va perdre. No es va presentar a les eleccions de 1895, per haver de mantenir la seua família en un període en què els parlamentaris no rebien un sou. Tanmateix, va continuar fent campanya per a la federació i durant el període comprès entre gener de 1893 i febrer de 1897, Barton va intervenir en uns 300 mítings a Nova Gal·les del Sud, incloent-hi el suburbi de Sydney d'Ashfield on va declarar que "per primera vegada en la història, tenim una nació per continent i un continent per nació". El març de 1897 ja se'l considerava com "el líder reconegut del moviment federal a tota Austràlia".

### Convenció Federal Australàsia i referèndums
El 1897 Barton va ser el més votat dels delegats procedents de Nova Gal·les del Sud elegits per formar part de la Conferència Constitucional que preparà una constitució per la federació proposada. Tot i que Sir Samuel Griffith va escriure la major part del text de la Constitució, Barton va ser el líder polític que la va sostenir durant la Conferència.
El maig de 1897, per recomanació de Reid, Barton va ser proposat per segona vegada al Consell Legislatiu per encarregar-se del projecte de federació a la Cambra Alta. Això va que John Henry Want, Procurador General de Reid, tingués llibertat d'oposar-se al projecte. El setembre de 1897 la conferència es va reunir a Sydney per prendre en consideració 286 al·legacions proposades per les colònies i va finalitzar el projecte de constitució el març de 1898, quan Barton tornà a Nova Gal·les del Sud per liderar la campanya a favor del sí en el referèndum de juny. Tot i que va tenir un suport majoritari, només va aconseguir 71.595 vots d'un mínim de 80.000 vots necessaris per a ser aprovada.
El juliol de 1898 Barton va dimitir de la Cambra Alta per presentar-se a les eleccions a l'Assemblea Legislativa, enfrontant-se a Reid, però va perdre per ben poc. El setembre del mateix any, va ser elegit pel districte electoral de Hastings i Macleay i immediatament va esdevenir líder de l'oposició, formada d'una barreja de proteccionistes a favor i en contra de la federació. El gener de 1899 Reid va obtenir concessions importants dels altres estats i es va unir a Barton per fer campanya per tot l'estat a favor del segon referèndum el juny de 1899. La constitució va ser aprovada per 107.420 vots a favor i 82.741 en contra.
L'agost de 1899 Barton va deixar el lloc de líder de l'oposició en constatar-se que el Partit Laborista Australià podia ser induït a tombar el govern de Reid, ja que Barton era rebutjat pels laboristes, i va ser substituït per William Lyne; va refusar una oferta per tornar a prendre el lloc de Procurador General. El febrer de 1900 va dimitir del Parlament per tal de poder viatjar a Londres amb Alfred Deakin i Charles Kingston per explicar el projecte de federació al Govern Britànic. Aquest s'oposava de ple a l'abolició de les apel·lacions al Privy Council com s'havia incorporat en el projecte de constitució—tanmateix Barton va acordar que els litigis constitucionals entre la Commonwealth i un o més dels estats per qüestions competencials serien resolts en última instància pel Tribunal Suprem, però que per altres qüestions es podria apel·lar al Privy Council.

## El primer Primer Ministre

Fotografia de 1898 del futur primer Primer Ministre d'Austràlia Edmund Barton a l'edat de 49 anys i del segon Primer Ministre d'Austràlia, Alfred Deakin.

Eren poques les persones que dubtaven que Barton, com a líder dels federalistes en el més antic dels estats, meresqués ser el primer Primer Ministre de la nova federació. Però el nou governador general d'Austràlia, Lord Hopetoun, va invitar a formar govern a William Lyne, el Primer Ministre de Nova Gal·les del Sud, en comptes d'ell. Com que el Parlament federal encara no s'havia format, la típica convenció de nomenar el líder del partit amb major nombre de representants no es podia aplicar. Però com que Lyne s'havia oposat a la federació era rebutjat pels federalistes més importants, com Deakin. Després de tenses negociacions Barton va ser elegit Primer Ministre.
La tasca principal del govern de Barton va ser l'organització de les primeres eleccions federals, que van tenir lloc el març de 1901. El seu govern estava format per ell mateix com a primer ministre i ministre d'exterior, George Turner com a tresorer, Alfred Deakin com a procurador general, John Forrest com a ministre de defensa, William Lyne com a ministre de l'interior, Charles Kingston com a ministre de comerç i aduanes i James Drake com a director de correus, Richard O'Connor com a vicepresident del consell executiu i Elliott Lewis com a ministre sense cartera. Barton va ser elegit al nou parlament pel districte electoral de Hunter sense oposició i el seu Partit Proteccionista va guanyar prou escons per formar govern amb el suport del Partit Laborista. Tots els seus ministres van ser elegits pel nou parlament, a excepció d'Elliott Lewis, que no es va presentar a les eleccions i va ser substituït per Philip Fysh.
La primera llei del govern de Barton va ser la Llei de Restricció de la Immigració, que va suposar la transposició en forma de llei de la política per una Austràlia blanca. El Partit Laborista va exigir la redacció de lleis per limitar la immigració des d'Àsia per donar suport al govern, tot i que de fet Barton havia promès la introducció d'aquesta política per una Austràlia blanca durant la campanya electoral. Barton va dir que "Mai s'havia pretès aplicar la doctrina de la igualtat entre els homes a la igualtat entre anglesos i xinesos". Una reforma notable va ser la introducció del sufragi femení a les eleccions federals de 1902.
Durant gran part de l'any 1902 Barton va ser a Anglaterra per la coronació del rei Eduard VII. Aquest viatge també es va aprofitar per negociar la substitució dels acords navals entre les colònies australianes i el Regne Unit –pels quals Austràlia contribuïa econòmicament a la Royal Navy (Marina Reial) a canvi de protecció d'amenaces externes per mar–, per un acord entre la Commonwealth i el Regne Unit. Aquest acord no va agradar a Deakin, que el va interrompre el 1908, i es preocupà d'expandir la flota australiana.
Barton era un conservador moderat, i a alguns liberals importants del seu partit no els agradava la seva actitud relaxada envers la vida política. Com a home gros, atractiu i jovial li agradaven els llargs sopars i el bon vi i se li va donar el sobrenom "Toby Tosspot" pel setmanari The Bulletin. El setembre de 1903, Barton va deixar el Parlament per esdevenir un dels fundadors de Cort Suprema d'Austràlia. Va ser succeït per Deakin com a primer ministre el 24 de setembre del mateix any.

## Carrera Judicial

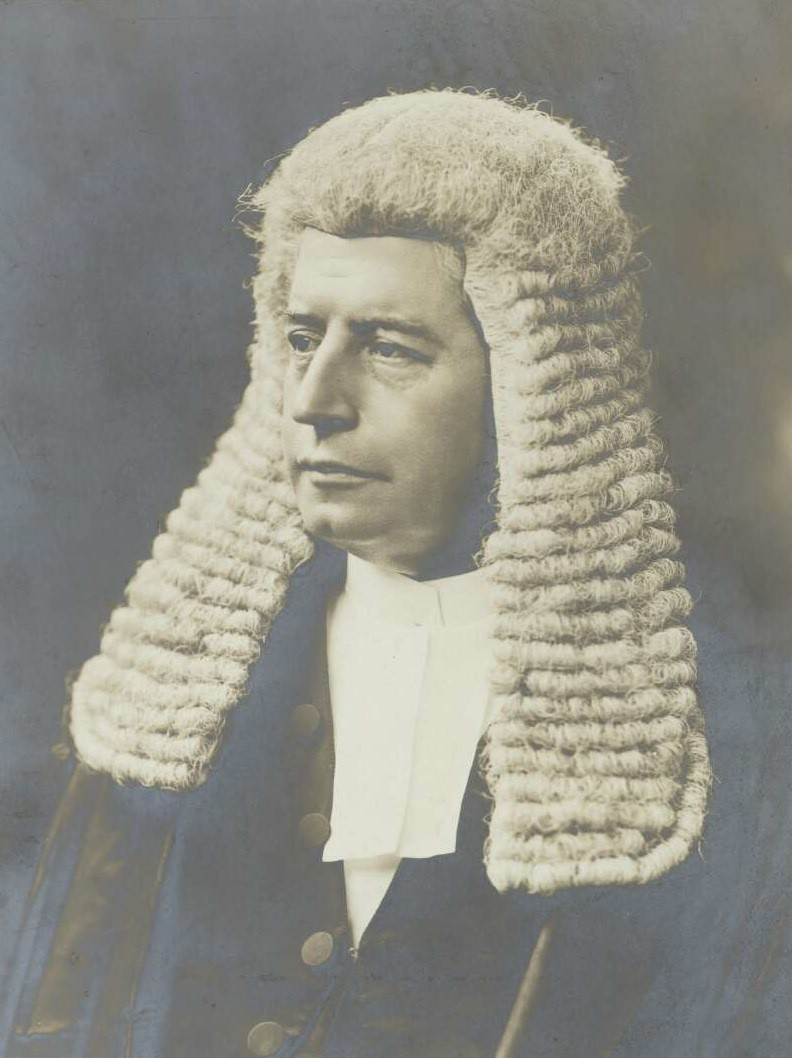
Barton el 1903 a l'edat de 54 anys al Consell Suprem de Justícia d'Austràlia.

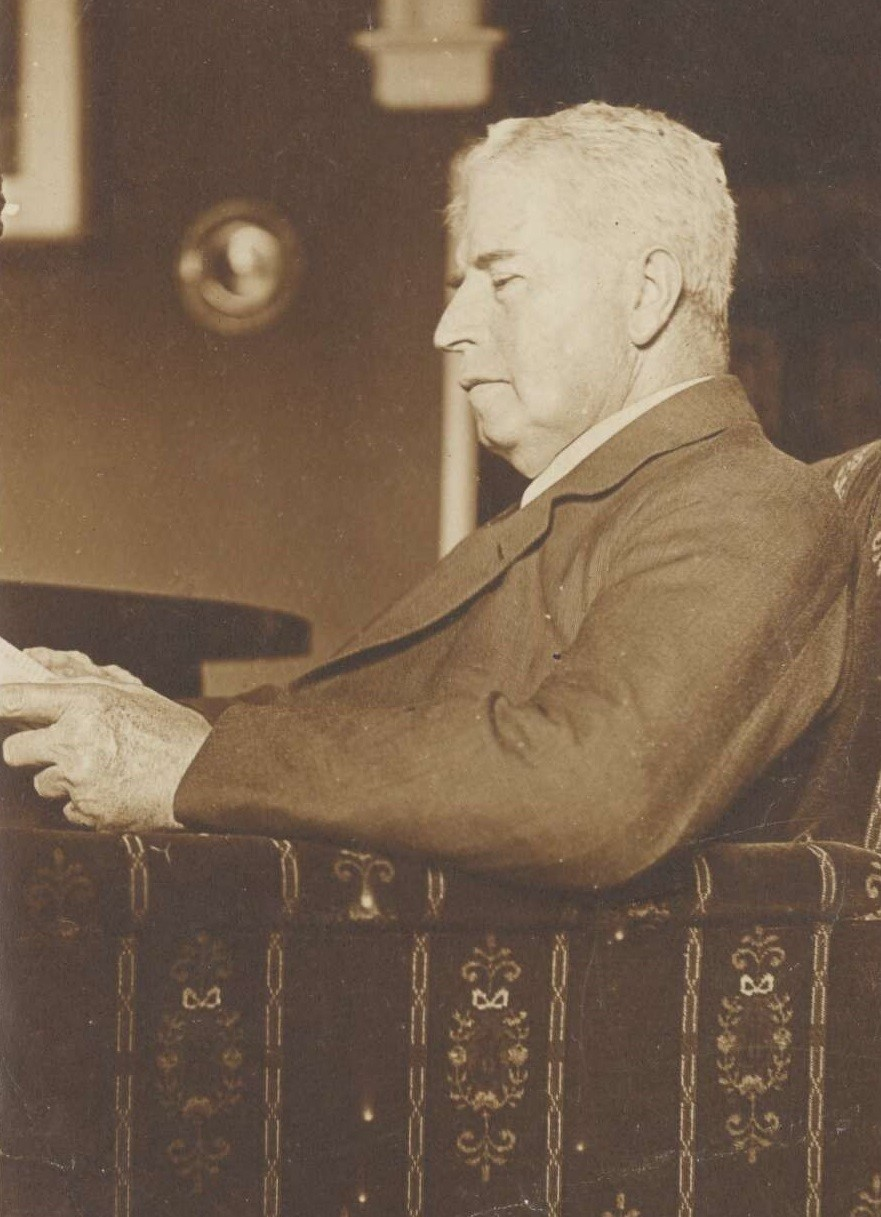
Barton a l'edat de 65 anys.

Al tribunal, Barton era considerat com un jutge bo i "escrupolosament imparcial" i va prendre la mateixa posició de conservadorisme moderat que ja havia pres durant la seva carrera política. Juntament amb els seus companys i col·legues de professió, Griffith i O'Connor, intentaven conservar l'autonomia dels Estats i desenvolupaven una doctrina d'immunitat que impedia als Estats gravar als oficials de la Commonwealth, i també impedia a la Mancomunitat arbitrar conflictes laborals en els ferrocarrils dels Estats. També interpretaven de manera restrictiva els poders del Govern Federal en el comerç i la indústria. A partir de 1906 Barton cada vegada topava més amb Isaac Isaacs i H. B. Higgins, els dos liberals avançats assignats a la Cort per Deakin.

## Mort i descendència
Barton va morir el 7 de gener de 1920 a l'Hotel Majestic Hidro de Medlow Bath, una petita localitat de Nova Gal·les del Sud per un problema de cor. Amb la seva dona van tenir sis fills: 
- Edmund Alfred (29 de maig 1879 - 13 de novembre 1949), un nou jutge del Sud de Gal·les.
- Wilfrid Alexander (1880–), primer premi NSW Rhodes Scholar de la Universitat d'Oxford (1904).
- Jean Alice (1882–), casada amb Sir David Maughan (1873-1955) el 1909
- Arnold Hubert (3 de gener 1884 –)
- Oswald (8 de gener 1888 – 6 de febrer 1956), doctorat en medicina
- Leila Stephanie (1892–)

## Títols honorífics
Barton va refusar el títol de cavaller el 1887, 1891 i 1899, però va accedir a ser nomenat cavaller de l'Orde de Sant Miquel i Sant Jordi ((Order of St Michael and St George)) el 1902. Va rebre el títol de Doctor Honoris Causa en lleis per la Universitat de Cambridge el 1900. Pertanyia al Consell de la Reina (Queen's Counsel), col·lectiu d'advocats de la Commonwealth nomenats per la Reina d'Anglaterra.